# Poecilia
Poecilia er slægtsnavn for en syd-, nord- og mellemamerikansk fiskeslægt af mange ungefødende tandkarper, blandt andet guppy (Poecilia reticulata).
- Wikimedia Commons har flere filer relateret til Poecilia

| Fisk | Spire Denne artikel om fisk er en spire som bør udbygges. Du er velkommen til at hjælpe Wikipedia ved at udvide den. |